# Pitcairnia lignosa
Pitcairnia lignosa är en gräsväxtart som beskrevs av Lyman Bradford Smith. Pitcairnia lignosa ingår i släktet Pitcairnia och familjen Bromeliaceae. Inga underarter finns listade i Catalogue of Life.